# Kleidocerys
Kleidocerys è un genere di artropodi appartenenti alla famiglia dei Lygaeidae.
Le specie appartenenti a questo genere sono:
- Kleidocerys dimidiatus Barber, 1953 †
- Kleidocerys franciscanus (Stål, 1859) †
- Kleidocerys modestus Barber, 1953 †
- Kleidocerys obovatus (Van Duzee, 1931) †
- Kleidocerys ovalis Barber, 1953 †
- Kleidocerys resedae (Panzer, 1797) †
- Kleidocerys virescens (Fabricius, 1794) †